# Santes Creus (entidad de población)
Santes Creus es una entidad de población española del municipio de Aiguamurcia, perteneciente a la provincia de Tarragona, en la comunidad autónoma de Cataluña.

## Toponimia
El lugar puede aparecer referido con las grafías «Santes Creus» y «Santas Creus».

## Historia
Hacia mediados del siglo XIX, el lugar ya pertenecía a Aiguamurcia. Aparece descrito en el séptimo volumen del Diccionario geográfico-estadístico-histórico de España y sus posesiones de Ultramar de Pascual Madoz con las siguientes palabras:

CREUS (Santas): cuadra y ex-monast. de la prov. de Tarragona (3 leg.), part. jud. de Valls (2), aud. terr., c. g. de Barcelona (12): forma ayuntamiento con Aguamurcia y Poblas. sit. en una llanura á la izq. del r. Gayá con buena ventilacion y clima saludable; las enfermedades comunes son fiebres intermitentes. Compónese de varios cas., y el ex-monast. colocado sobre una pintoresca cascada, á cuyos pies hay paseos con arbolado, que riega el mencionado r., se halla habitado por 13 familias; este edificio presenta hermosa perspectiva; tiene 2 portadas, sobre una de las cuales descansa una elevada torre, dentro se vé una fuente de agua en forma de pirámide; á la der. está el palacio abadial, y la casa del Bolsero, y á la izq. las celdas ó habitaciones que ocupaban los monges; su magnífica igl., dedicada á Santa Lucia, que antes era de vere uullius, es de mucho mérito artístico, y parr. matriz de las de Aiguamurcia y Poblas; regentaba la cura de almas un párroco nombrado por el abad, cuyo superior gozaba entre otros títulos el de capellan mayor del Rey, y era Señor del térm. que antes se denominaba de Stas. Creus; en sus claustros se hallan los panteones de Don Pedro I y de D. Jaime II reyes de Aragon; los de sus consortes Doña Blanca y Doña Margarita; los de los nobles D. Ramon y D. Guillermo de Moncada, que murieron en la conquista de Mallorca año de 1229; y los de otras ant. é ilustres familias; fué el citado ex-monast. uno de los sitios reales de D. Jaime II, como lo acredita el palacio de su nombre que aun existe, aunque deteriorado, en el cual se vé la tribuna, que da á una pequeña igl. contigua, donde oraba la reina; dentro de sus muros hay una grande huerta, muy productiva de toda especie de buenas hortalizas y frutales, y un molino de harina; otro estramuros y el cementerio en parage que no perjudica á la salud pública. El térm. confina N. Pont-de-armentera; E. Albá; S. Villarrodona, y O. Plá; abunda de fuentes de aguas fuertes y buenas, y entre ellas una de ferruginosas. El terreno es de mediana calidad; contiene bosques arbolados de pinos y arbustos; es á propósito para colmenas, y la fertiliza el r. Gaya sobre el cual hay un puente. Los caminos son locales, y uno que conduce desde Valls á Igualada. prod.: cereales, legumbres, cáñamo, patatas, aceite, vino, almendras y avellanas; cria ganado lanar, cabrío y vacuno, y pesca de anguilas y otros peces. ind.: los referidos molinos. pobl.: unida á Riera y Virgili. cap. prod.: 232,666. imp.: 6,979 rs.
(Madoz, 1847, p. 168)

En 2022, la entidad singular de población tenía empadronados 172 habitantes y el núcleo de población, 154.

## Patrimonio
En el lugar se encuentra el monasterio de Santes Creus.